# Alberto Maritati
Alberto Maritati (Lecce, 7 agosto 1940) è un magistrato e politico italiano.

## Biografia

### Attività giuridica
Laureato in giurisprudenza, è stato a lungo magistrato.
Nella sua attività, in qualità di pretore di Otranto, realizzò il recupero della Cavtat nel canale di Otranto, operazione documentata da Jacques-Yves Cousteau. Divenuto giudice istruttore a Bari, istruì il primo grande processo alla Sacra Corona Unita, organizzazione mafiosa pugliese.
In occasione delle elezioni politiche del 1979 si candidò senza successo alla Camera nelle file del Partito Socialista Italiano, venendo superato, per pochi voti, da Damiano Potì.
Nel 1992 condusse l'inchiesta nastri d'oro, nel cui ambito fu indagato, tra gli altri, l'esponente socialista Rino Formica, condannato in primo grado e assolto in appello.
Condusse anche processi contro le infiltrazioni criminali nella vita politica ed economica barese. Infine entrò a far parte della Direzione nazionale antimafia, divenendo Procuratore Aggiunto del procuratore Siclari prima e del procuratore Vigna poi, sino al giugno 1999.

### Attività politica
Maritati si candidò per la prima volta nel giugno 1999, in occasione delle elezioni suppletive in sostituzione del defunto Antonio Lisi. Come esponente dei Democratici di Sinistra è entrato al Senato il 30 giugno 1999. Durante i governi D'Alema (governo D'Alema I e governo D'Alema II), è stato sottosegretario agli affari interni dal 1999 al 2000.
Ha successivamente confermato il suo seggio a Palazzo Madama anche dopo le elezioni politiche del 2001, le consultazioni del 2006 e le elezioni politiche del 2008.
Nel maggio 2002 si candidò con il centrosinistra come sindaco alle elezioni comunali di Lecce, ma fu sconfitto nettamente dalla candidata del centrodestra, Adriana Poli Bortone; è stato quindi consigliere comunale di opposizione a Lecce dal 2002 al 2007.
Nella sua attività in Parlamento ha fatto parte di numerose commissioni: giustizia, elezioni ed immunità parlamentari, diritti umani, procedimenti d'accusa, immigrazione, Antimafia e contenzioso.
Dal 2006 al 2008 fece parte del secondo governo Prodi in qualità di sottosegretario alla Giustizia.
Viene poi rieletto senatore per il PD alle elezioni del 2008. Rimase in carica fino al febbraio 2013, quando rinunciò a partecipare alle primarie per le nuove elezioni politiche.